# Ruth Sperling
Ruth von Sperling (født 18. april 1942 i Aalborg) er en dansk journalist, søster til Vibeke Sperling og cand.mag. Peter Vilhelm von Sperling.
Hun er datter af brygmester, daværende salgschef ved bryggeriet Urban, Aalborg, Kurt Ditlev Vilhelm von Sperling (1904-1974) og daværende telefonistinde Grethe Lund Pedersen (1920-1973). Forældrene blev senere skilt, og børnene flyttede med moderen til Skive.
Ruth Sperling blev uddannet journalist på Ritzaus Bureau i 1968 og har siden 1970 haft en lang karriere i DR. Hun var redaktør for P1-programmet Orientering 1991-2004 og forinden var hun Programchef for DR's regioner og i årene 1980-89 var hun chef for DR's interne undervisningsafdeling. Hun er redaktør af P1's magasin "Panorama"
I 2010 medvirkede hun i Jacob Rosenkrands' program Jagten på de røde lejesvende.